# Gøtugjógv
Gøtugjógv (IPA: [ˈgøtʊʤɛgv], (danska: Gøtegjov) är en by på Eysturoy i Färöarna. Byn hade 43 invånare vid folkräkningen 2015 och ligger i Eysturkommuna.
I Gøtugjógv finns en relativt nybyggd (1995) kyrka, som är en turistattraktion. Kyrkan har glaskonst skapad av konstnären Tróndur Patursson.

## Befolkningsutveckling
| Befolkningsutvecklingen i Gøtugjógv 1985–2015 | Befolkningsutvecklingen i Gøtugjógv 1985–2015 | Befolkningsutvecklingen i Gøtugjógv 1985–2015 | Befolkningsutvecklingen i Gøtugjógv 1985–2015 | Befolkningsutvecklingen i Gøtugjógv 1985–2015 |
| --------------------------------------------- | --------------------------------------------- | --------------------------------------------- | --------------------------------------------- | --------------------------------------------- |
|                                               |                                               |                                               |                                               |                                               |
| År                                            |                                               |                                               | Folkmängd                                     |                                               |
| 1985                                          | 1985                                          |                                               | 53                                            |                                               |
| 1990                                          | 1990                                          |                                               | 48                                            |                                               |
| 1995                                          | 1995                                          |                                               | 38                                            |                                               |
| 2000                                          | 2000                                          |                                               | 42                                            |                                               |
| 2005                                          | 2005                                          |                                               | 54                                            |                                               |
| 2010                                          | 2010                                          |                                               | 44                                            |                                               |
| 2015                                          | 2015                                          |                                               | 43                                            |                                               |
|                                               |                                               |                                               |                                               |                                               |

## Bildalleri

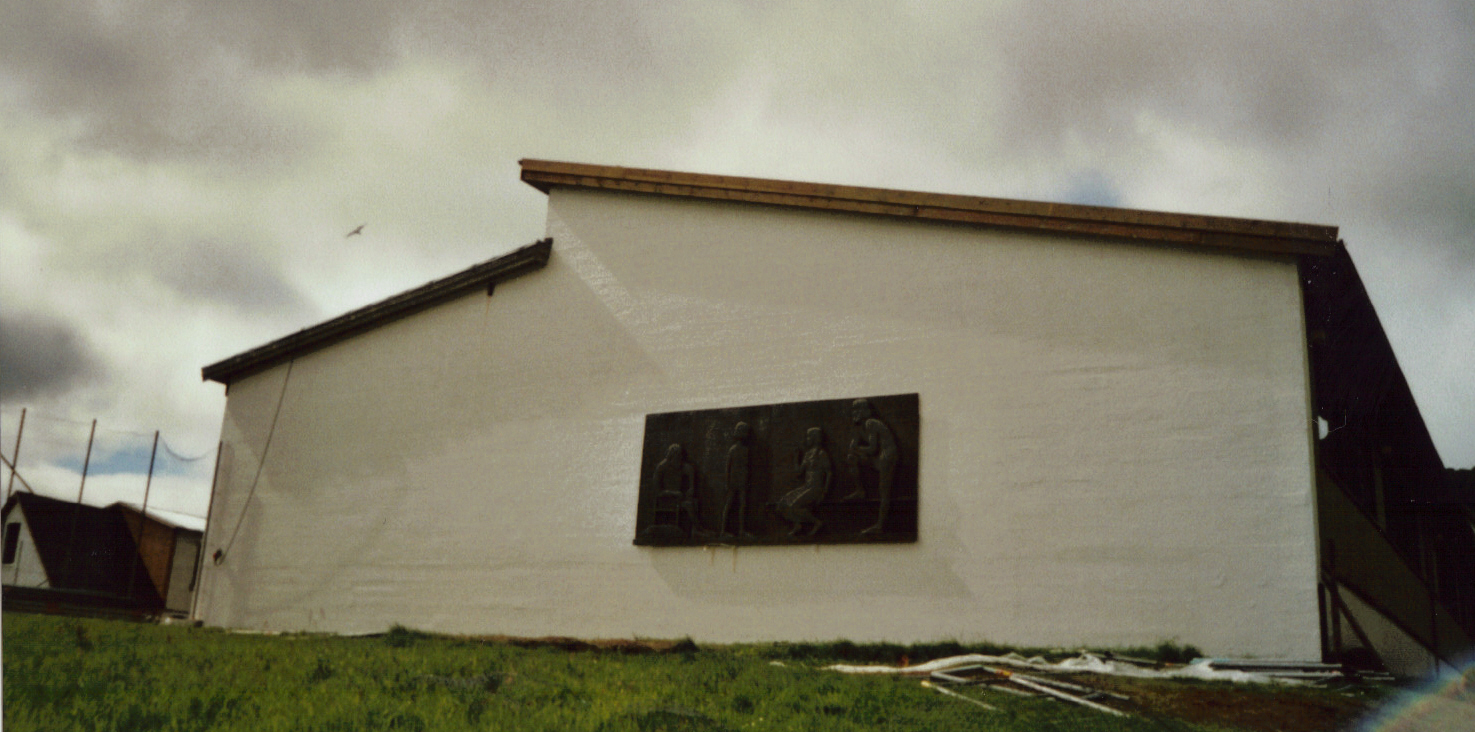
Bronsrelief, som är skapad av Janus Kamban, på skolan.

### Den nya kyrkan

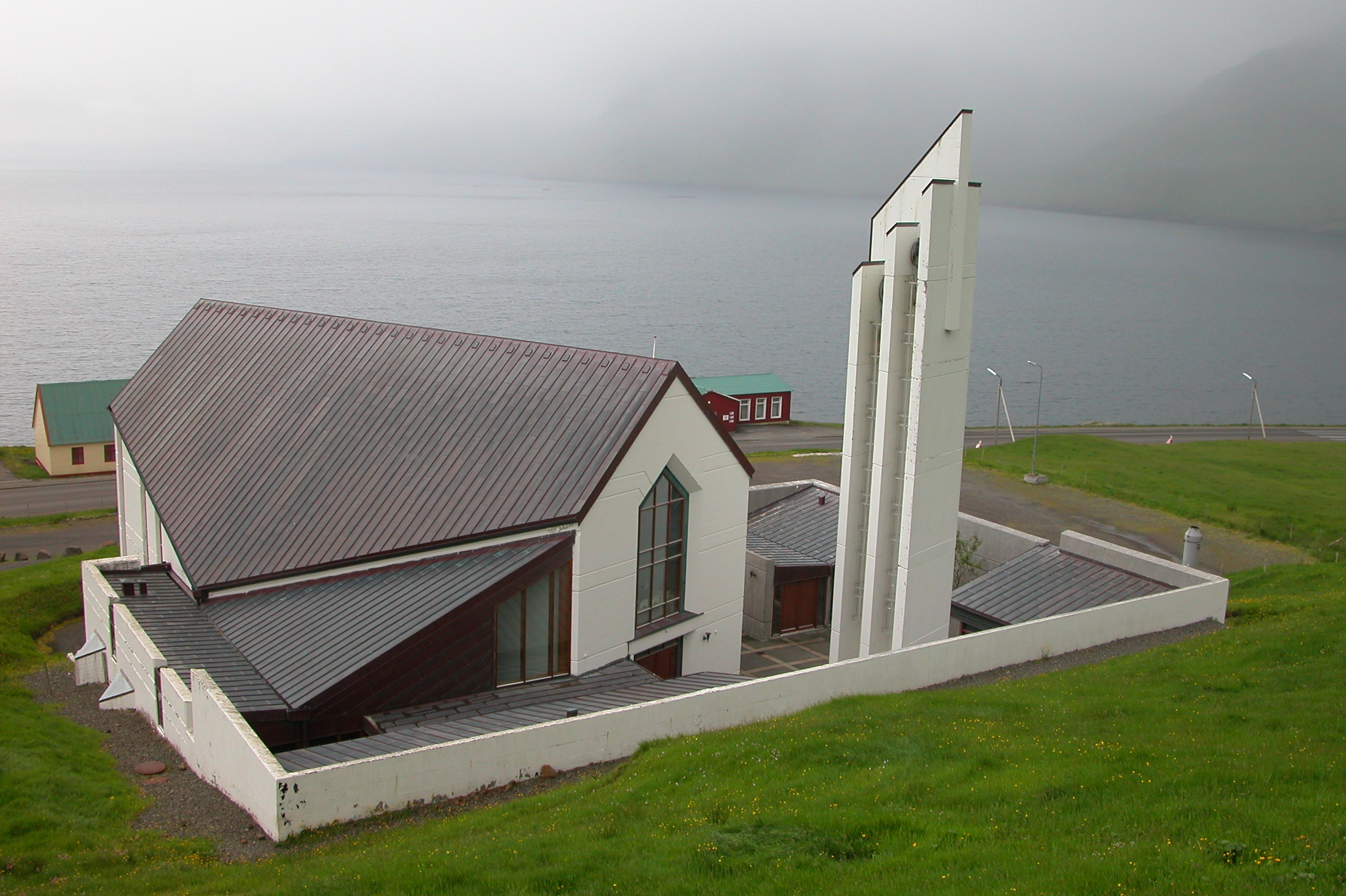
Gøtu kyrka
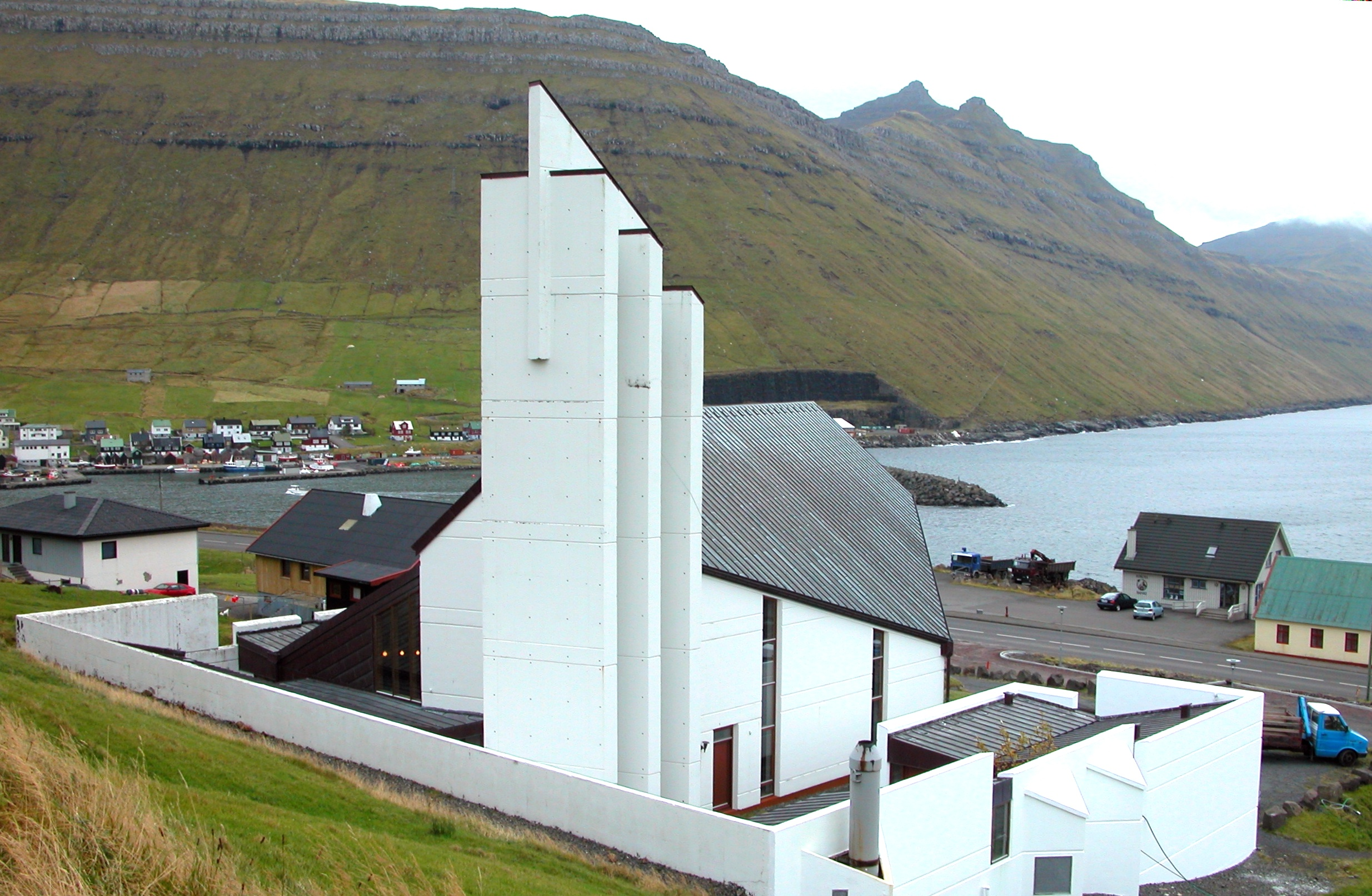
Gøtu kyrka
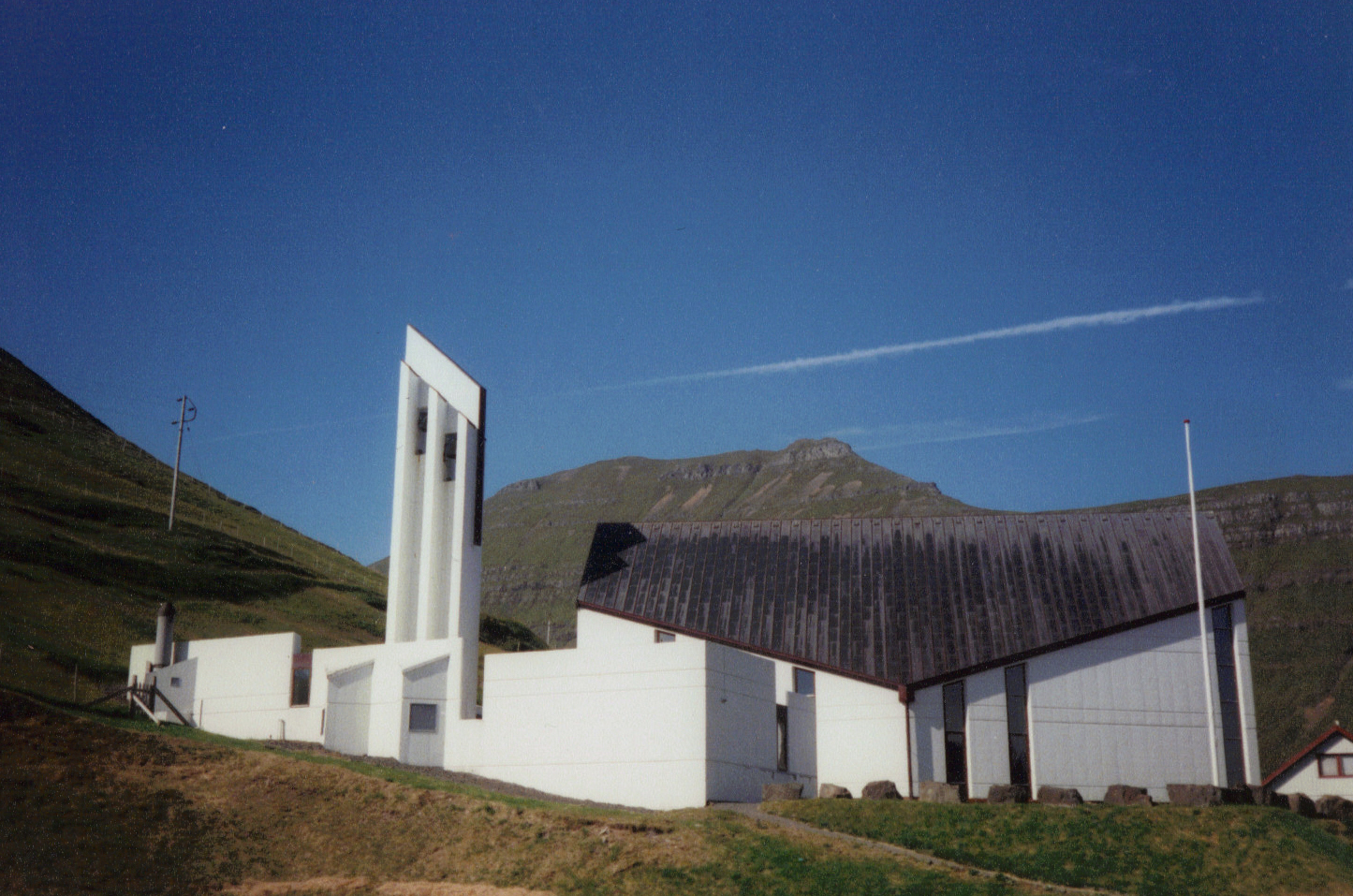
Kyrkan (1995) i Gøtugjógv
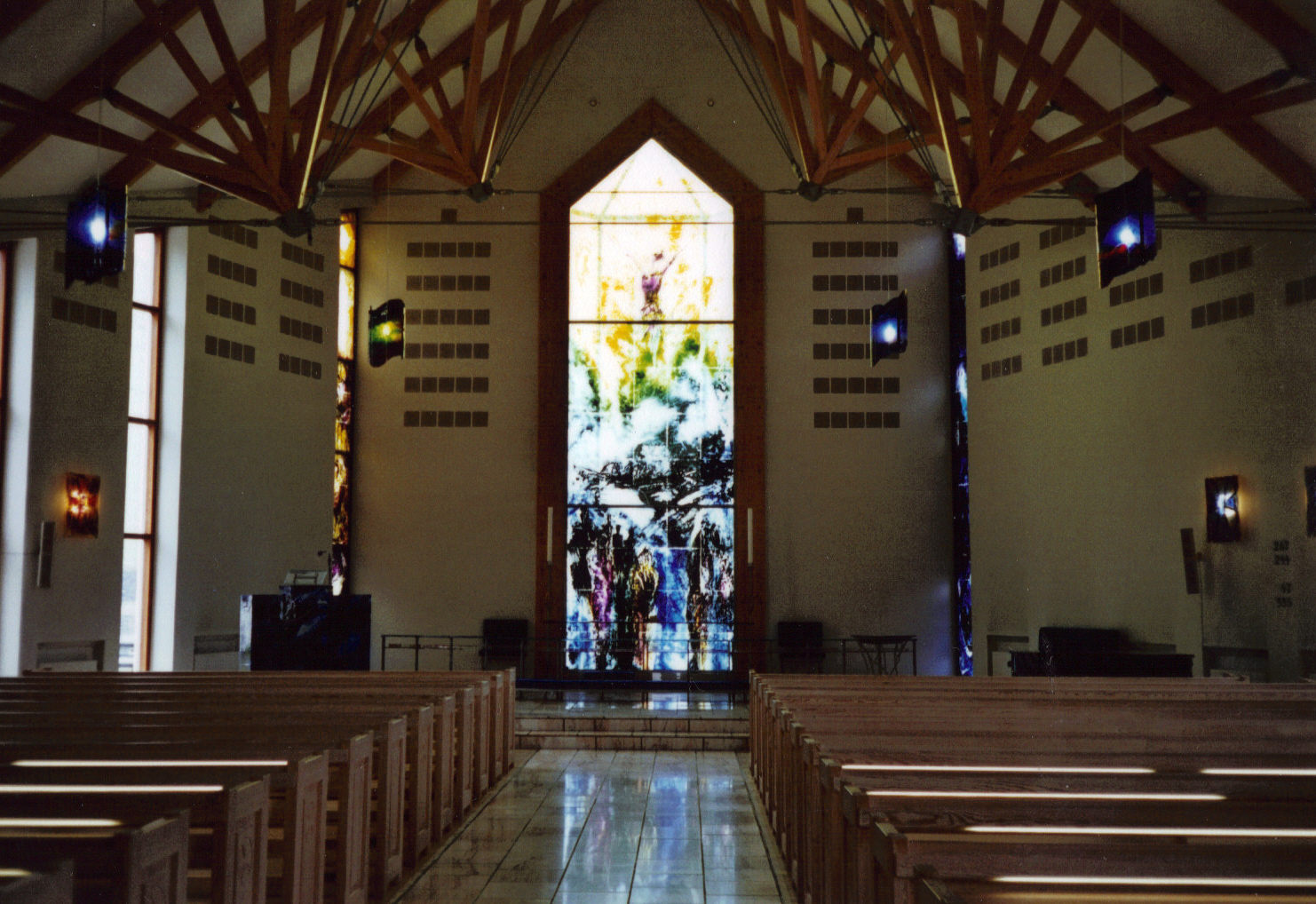
Interiör från Gøtu kyrka.